# وشم‌های بیابانی
وشم‌های بیابانی (نام علمی: Rhynchotinae) نام یک زیرخانواده از تیره وشم است.